# Saint-André-de-l’Eure
Saint-André-de-l’Eure – miejscowość i gmina we Francji, w regionie Normandia, w departamencie Eure.
Według danych na rok 1990 gminę zamieszkiwało 3110 osób, a gęstość zaludnienia wynosiła 157 osób/km² (wśród 1421 gmin Górnej Normandii Saint-André-de-l’Eure plasuje się na 74 miejscu pod względem liczby ludności, natomiast pod względem powierzchni na miejscu 56).